# Eumecacris palmivora
Eumecacris palmivora är en insektsart som beskrevs av Marius Descamps 1978. Eumecacris palmivora ingår i släktet Eumecacris och familjen gräshoppor. Inga underarter finns listade i Catalogue of Life.